# Stade Marte Gómez
Le stade Marte R. Gómez est un stade multifonction situé à  Ciudad Victoria (Tamaulipas) au Mexique, et le plus souvent utilisé pour le football.
Il a une capacité de 19 500 et a été ouvert en 1939.